# Аанепада
Аанепада — царь (лугаль) Ура, правил приблизительно в 2524—2484 годах до н. э.
Сын Месанепады. Его имя отсутствует в «Царском списке», но он упоминается в одной надписи того времени. Зимой 1922/23 года сэр Леонард Вулли проводил раскопки в Эль-Убейде, неподалёку от Ура, на территории поселения, название которого получил один из периодов древнейшей истории Месопотамии. Помимо некрополя доисторической эпохи, в Убейде была обнаружена платформа, сложенная из кирпича-сырца, на которой некогда стоял небольшой, но богато орнаментированный храм. Само святилище было полностью уничтожено ещё в древности, но большое количество фрагментов его убранства, включая превосходные бронзовые статуи и рельефы, было выброшено врагом и лежало под слоем пыли у подножия платформы. Среди этого бесценного «мусора» Вулли обнаружил  небольшую продолговатую табличку из белого известняка с высеченной на ней надписью: 

«Богине Нинхурсаг, Аанепада, царь Ура, сын Месанепады, царя Ура, для Нинхурсаг построил (этот) храм».
Об Аанепаде вплоть до того времени ничего не было известно, но исследователям с лёгкостью удалось отождествить его отца Месанепаду с основателем I династии Ура. Таким образом, впервые было доказано, что один из древнейших правителей Шумера, которого прежде считали мифическим персонажем, существовал в действительности.
| I династия Ура             |                                 |                        |
| Предшественник: Месанепада | царь Ура ок. 2524—2484 до н. э. | Преемник: Мескиангнуна |